# Imperiul Aztec
Imperiul Aztec este termenul folosit pentru a defini orașul-stat, apoi statul centralizat, format de către azteci. In 1325 s-a format acest imperiu, având capitala la Chapultepec, apoi între 1325 și 1521 la Tenochtitlan, și după 1428, federația tripartită a Triplei Alianțe Aztece, formată în America Centrală, având drept capitală orașul Tenochtitlan. Mai târziu, pe ruinele acestuia, după distrugerea sa de către conchistadorii spanioli în 1521, a fost ridicat orașul Ciudad de Mexico de astăzi.

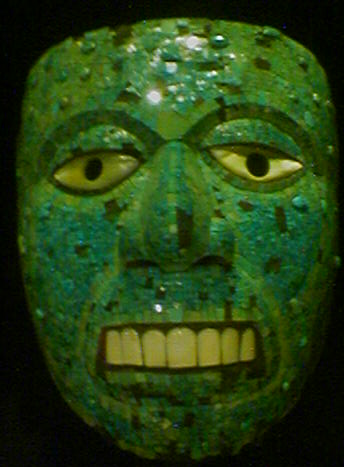
Masca lui Xiuhtecuhtli, c. 1500, de proveniență mixtec-aztecă.

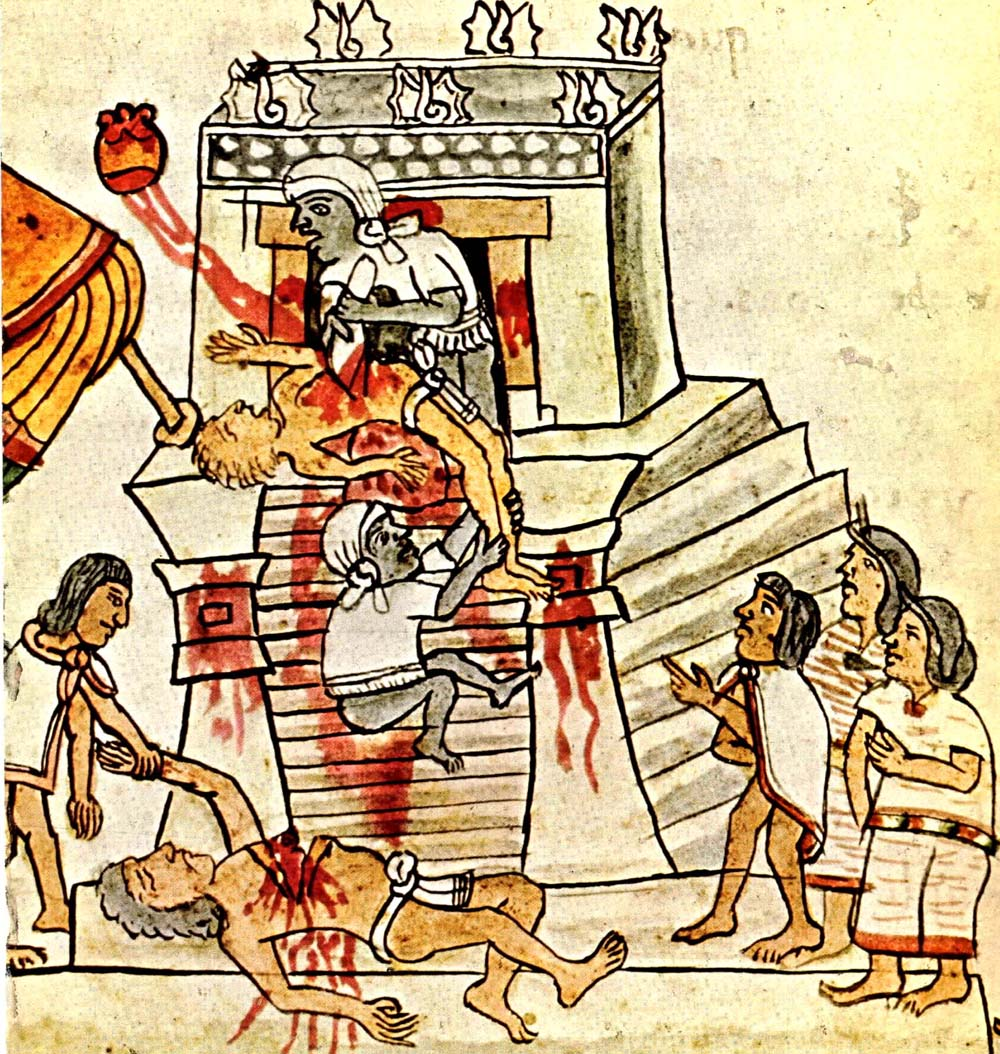
Codex Magliabechiano

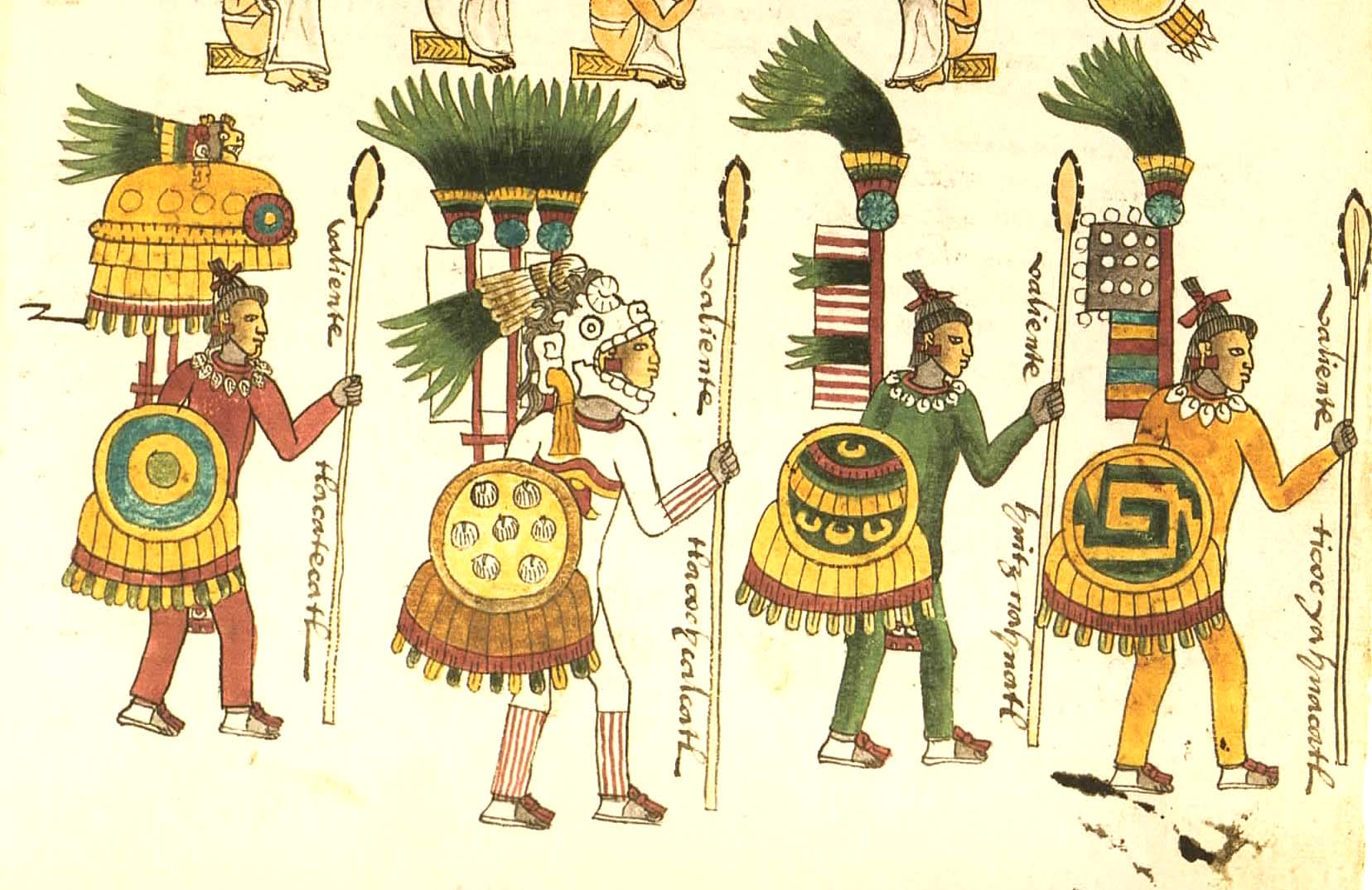
Fișa 67r, partea de jos, din Codex Mendoza

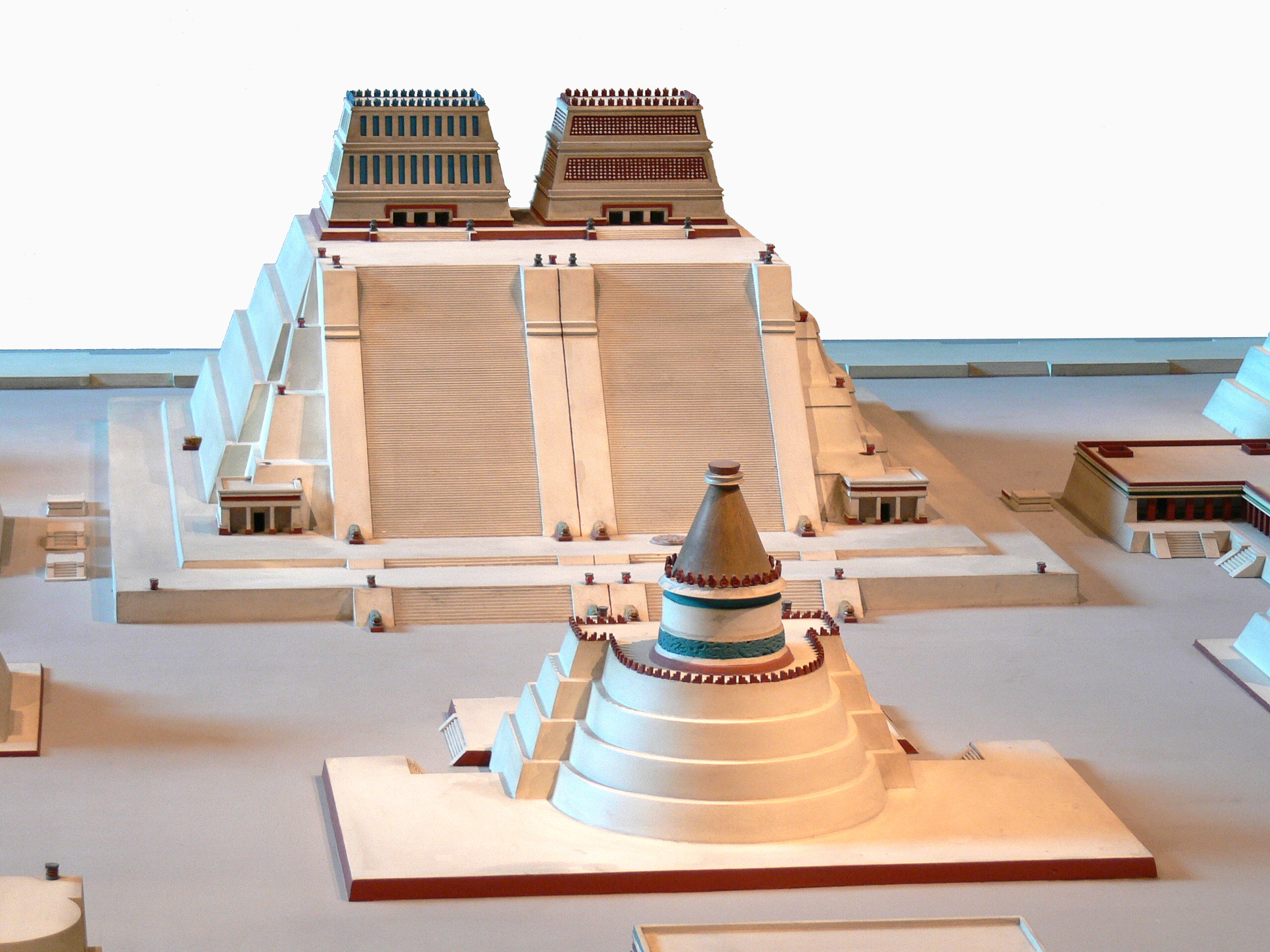
Muzeul Național al Antropologiei din Ciudad de Mexico. Refacerea Templului Mare din Tenochtitlan

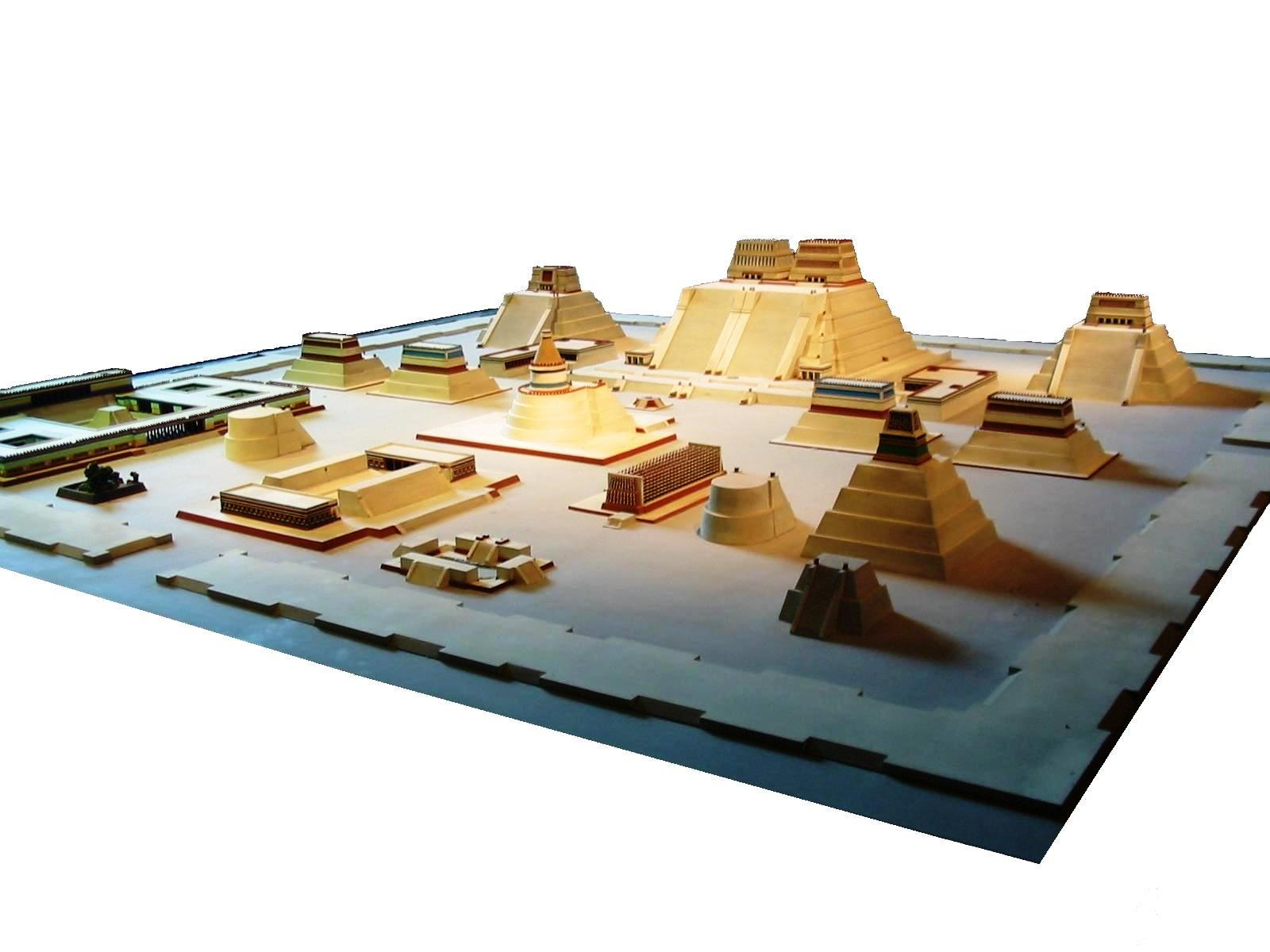
Macheta orașului aztec Tenochtitlan de la Muzeul Național al Antropologiei din Ciudad de Mexico

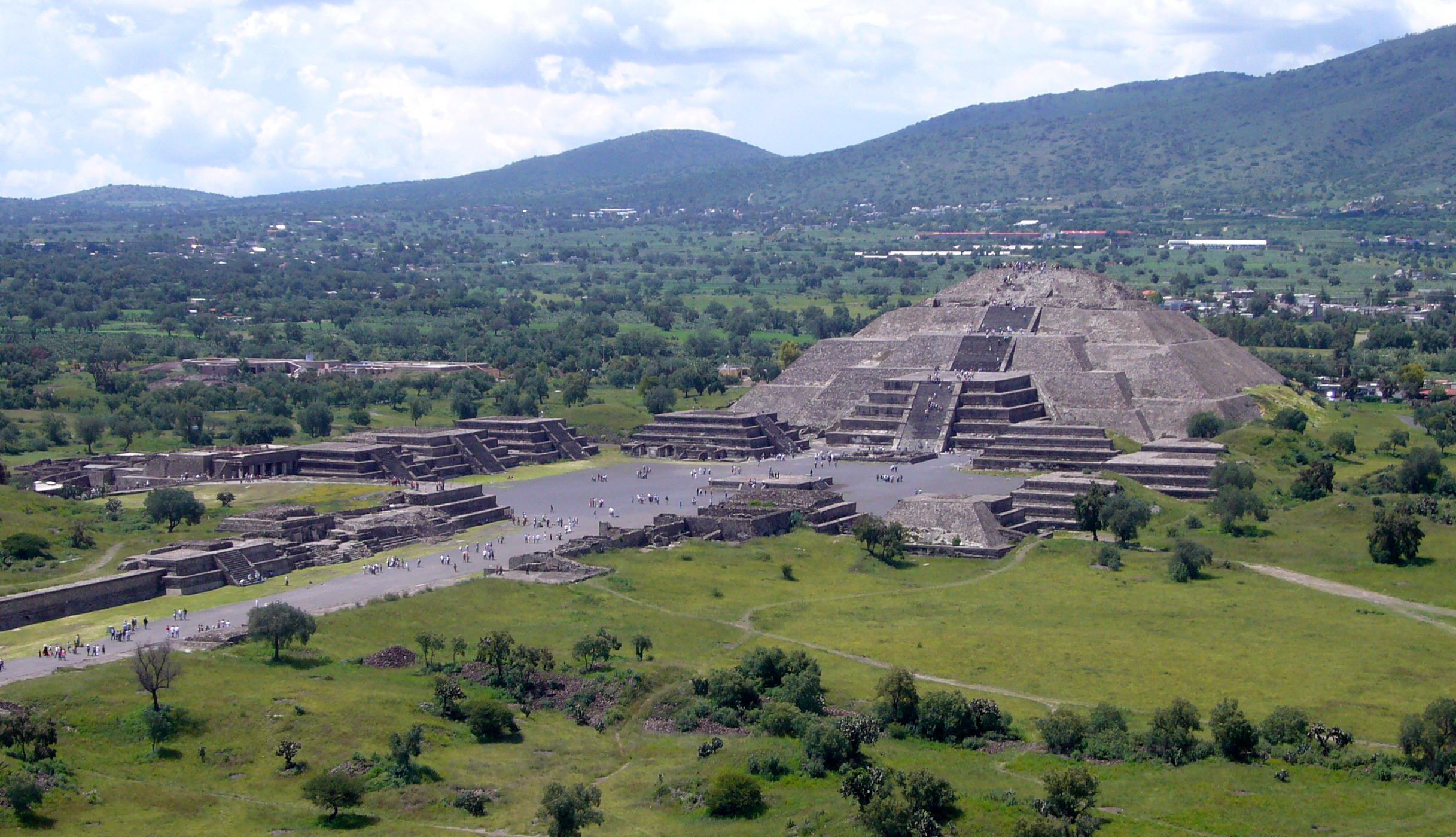
Piramida Lunii din Teotihuacán (Mexicul)

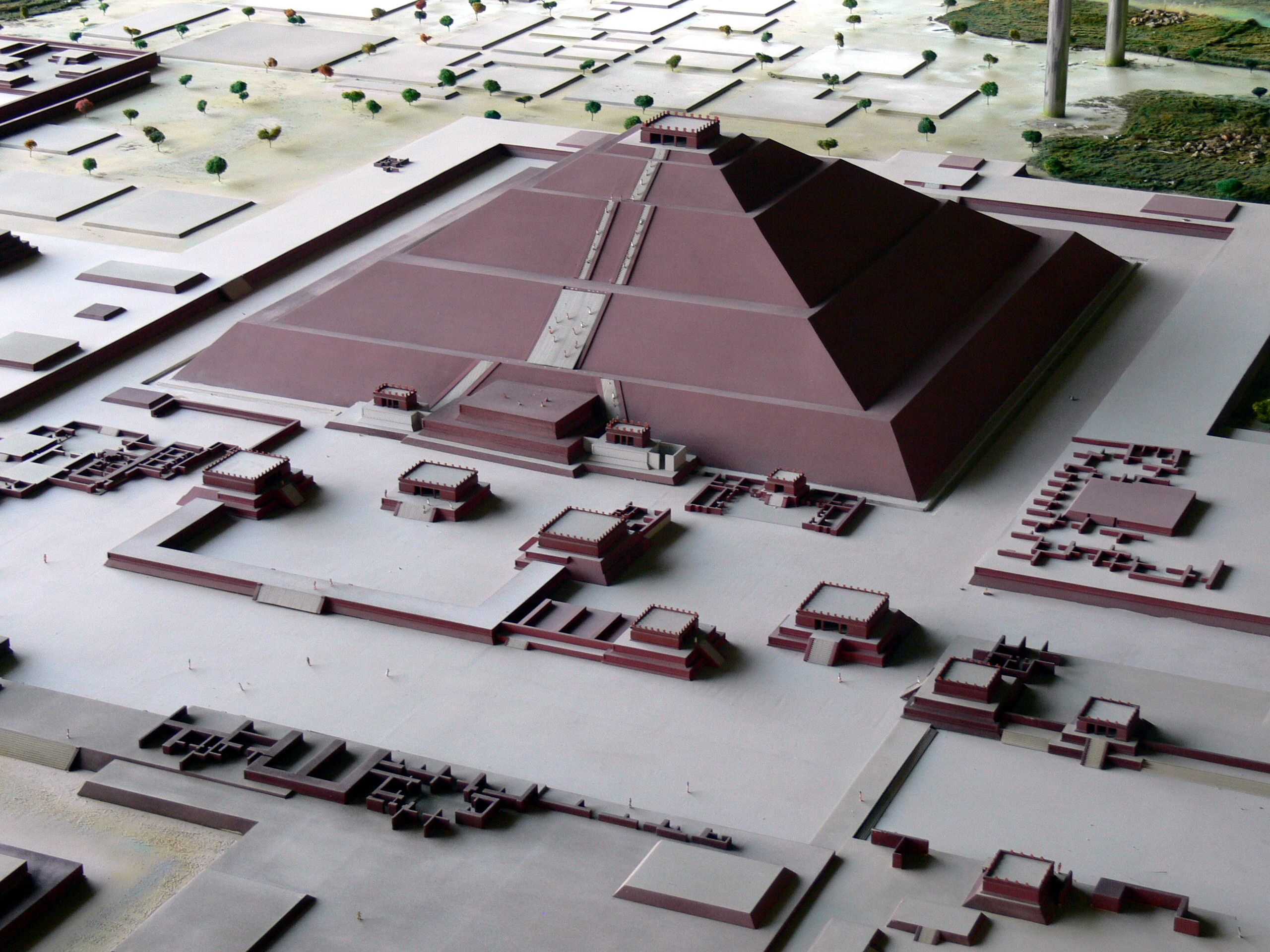
"Museo del sitio - Teotihuacán". Refacerea Piramidei Soarelui.

## Istoria Imperiului aztec

### Originile
Originile exacte ale poporului aztec sunt incerte, dar se crede ca au debutat ca un trib nordic de  vânători-culegători ale căror nume au venit de la   patria lor, Aztlan (sau "pământ alb"). Aztecii au fost, de asemenea, cunoscuti sub numele de Tenochca ( numele de la care vine de la  capitala lor, Tenochtitlan) sau Mexica (originea numelui orașului, care va înlocui Tenochtitlan, precum și numele pentru întreaga țară) . Aztecii au apărut în Mezoamerica -  regiunea sud-centrala a Mexicului precolumbian în secolul al XIII-lea. Sosirea lor  a dus inevitabil la  căderea civilizației mesoamericane anterior dominanta, Toltecii.
Când aztecii au văzut un vultur cocoțat pe un cactus pe terenul mlăștinos în apropierea  graniței de sud-vest a lacului Texcoco, l-au luat ca pe un semn de a construi acolo capitala lor. Ei au scurs terenul mlastinos si au cladit insule artificiale pe care au putut planta grădini și stabilit bazele capitalei lor, Tenochtitlan, în 1325 d.Hr. Practicau culturi tipice aztece: porumb , fasole, dovlecei, cartofi, roșii și avocado; obtineau hrana prin pescuit și vânătoare animalelor locale, cum ar fi iepuri, șerpi, armadilo, coiotii si curcan sălbatic. Sistemul lor relativ sofisticat al agriculturii (inclusiv cultivarea intensivă a terenurilor și metodele de irigare), precum și o tradiție puternică militară le-a permis aztecilor pentru a construi un stat de succes, iar mai târziu un imperiu.

### Perioada timpurie
Aztecii au migrat pentru prima data in Mexic in 1100.La inceput sunt vasali ai tepanecilor , dar capata putere.In 1175, aztecii infiinteaza capitala Tenochitlan, apoi, in 1428, se rascoala impotriva dominatiei tepanecilor, sub liderul Itzcoatl, al caror imperiu il distrug in 1430, dupa o alianta cu orasele-stat Tetzoco si Ttlatelolco si cuceresc  capitala lor, Azcapotzalco. Succesorul lui Itzcoatl,Montezuma (Moctezuma) I, care a preluat puterea în 1440, a fost un mare războinic care a fost amintit ca tatal al imperiului aztec. Până în secolul al XVI-lea, aztecii au venit să cucereasca până la 500 de state mici, care cuprindeau o populatie totala de 5-6 milioane de oameni, fie prin cucerire sau prin  comerț. Tenochtitlán, la apogeul sau,  a avut mai mult de 140.000 de locuitori, și a fost orașul cel mai dens populat vreodată, existent în Mezoamerica.
Piețe pline de viață, cum ar fi la Tlatelolco din Tenochtitlan , vizitat de aproximativ 50.000 de oameni pe zi , a condus economia azteca.Civilizație Azteca a fost, de asemenea, extrem de dezvoltata social, intelectual și artistic. A fost o societate extrem de structurat, cu un sistem riguros de caste ; în partea de sus erau nobili, în timp ce în partea de jos erau iobagi, servitori și sclavi ucenici.Credința azteca era in  comun mai multe aspecte cu alte religii, cum erau si la civilizatia Maya, în special  ritualurile de sacrificiu uman. În marile orașe ale imperiului aztec, temple magnifice, palate, piete si statui au reprezentat devotamentul civilizației inepuizabile a zeilor   azteci , inclusiv Huitzilopochtli (zeul războiului și al soarelui) și Quetzalcoatl ("Sarpele cu pene"), o zeita toltecă , care a servit mai multe roluri importante în credință azteca  de-a lungul anilor. Calendarul Aztec, comun în mare parte din Mezoamerica, s-a bazat pe un ciclu solar de 365 de zile si un ciclu ritual de 260 de zile; calendaristic a jucat un rol central în religia și ritualurile societății Aztece.

### Imperiul Aztec
Conducatorii azteci Montezuma I, Axayacatl si Ahuitzotl, extind imperiul catre nord-vest in a doua jumatate a secolului XV, astfel ca populatiile aflate la sud, precum Guatemala,  le plateau tribut.Acestea se declara mostenitorii toltecilor si isi identifica zeul razboiului pe Huitzilopochtli, cu zeul Soarelui, legitimandu-si astfel religios politica de cucerire.Imperiul Aztec mentine aliante cu orase-stat partenere, si toate trei profita de pe urma tributurilor enorme si a sclavilor pe care populatiile subjugate erau obligate sa ii furnizeze.In momentul cuceririi spaniole, imperiul era compus din 38 de provincii-stat.

### De la apogeu la declin

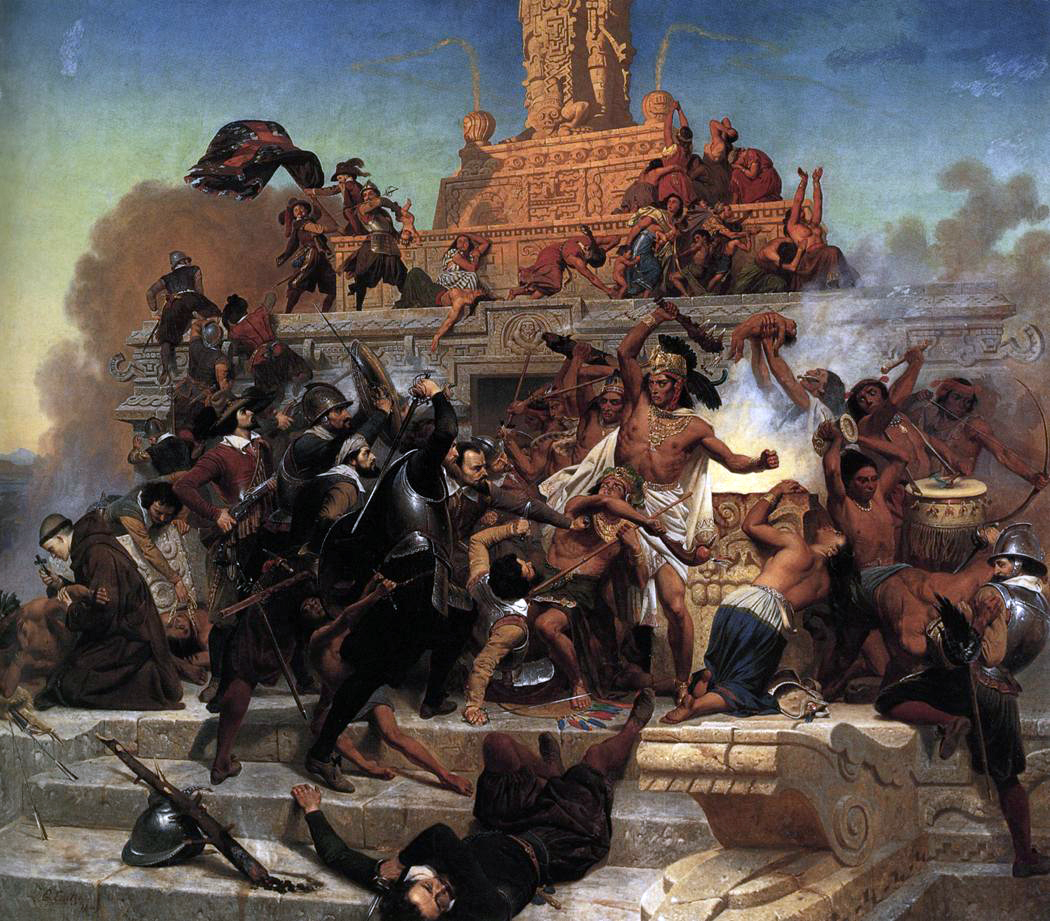
Atacarea tribului Teocalli de Cortez și oștenii lui, pictura lui Emanuel Leutze, 1848. (Cucerirea spaniolă a Imperiului aztec în iunie 1520 d.Hr.)

In 1502 urca pe tron Montezuma II Xocoyotzin, care avea sa duca imperiul pe culmile sale glorioase si apoi, la o prabusire rapida.Acesta ii supune pe mixtecii din tinuturile  inalte ale Oaxacai si anexeaza aliatii tetzoco in 1516.Montezuma transforma Tenochtitlanul in cel mai mare si mai stralucitor oras din America, cu o populatie de 300 000 de locuitori.Societatea urma o ierarhie stricta, iar obiceiurile religioase de la curte ii asigurau conducatorului o pozitie foarte inalta.Nobilimea era ereditara, insa razboinicii cu rezultate exceptionale puteau de asemenea sa aspire sa intre in casta nobililor.
Primul european care a vizitat teritoriul mexican a fost Francisco Hernández de Córdoba, care a sosit în Yucatan din Cuba, cu trei corabii si aproximativ 100 de oameni la începutul anului 1517. Rapoartele lui la întoarcerea sa în Cuba l-a  determinat pe  guvernatorul spaniol de acolo, Diego Velázquez de Cuéllar, să trimită o forță mai mare înapoi spre Mexic sub comanda lui Hernán Cortés. În martie 1519, Cortés a a ajuns in  orașul Tabasco, unde a invatat de la nativii despre cunostiinte despre civilizatia azteca, apoi  l-au  condus  la  Moctezuma  II. Sfidând autoritatea lui Velázquez de Cuéllar, Cortés a fondat orasul Veracruz, pe coasta mexicana de sud-est , unde a antrenat o armata într-o forță de luptă disciplinata. Cortés si aproximativ 400 de soldați, au intrat în Mexic, ajutat de o femeie nativa cunoscut sub numele de Malinche, care a servit ca un traducător. Datorită instabilității din cadrul imperiului aztec, Cortés a fost în măsură să formeze alianțe cu alte popoare indigene, în special  cu Tlascalanii, care erau   în război cu Montezuma.
In 1519, Montezuma ii primeste cordial pe spaniolii condusi de Hernán Cortés, deoarece o profetie anuntase revenirea zeului Quetzalcoatl.
Deși aztecii aveau forte numeric superioare, iar fortele spaniole  erau inferioare, Cortés a fost în măsură  sa-l pacaleasca si sa-l ia prizonier pe  Montezuma și anturajul său drept ostatici , câștigând controlul asupra Tenochtitlanului si supunand poporul aztec. Spaniolii au ucis apoi mii de nobili azteci în timpul unei ceremonii de dans ritual.
In 1520, spaniolii organizeaza o rascoala in randul bastinasilor impotriva distrugerii asezarilor lor religioase.In decursul acesteia, Montezuma este ucis cu pietre. Cuauhtemoc, nepotul său , a preluat funcția de împărat, iar aztecii i-au izgonit pe spanioli din oraș. Cu ajutorul rivalilor nativi, Cortés a montat o ofensivă împotriva Tenochtitlanului, învingând în cele din urmă rezistența lui Cuauhtemoc  pe 13 august 1521. În total, aproximativ 240.000 de oameni au fost ucisi  în cucerirea orașului.Imperiul Aztec este astfel, anexat de Imperiul Colonial Spaniol. După victoria sa, Cortés a distrus Tenochtitlanul și a  construit Ciudad de México pe ruinele sale, devenind rapid centrul european in Lumea Noua.

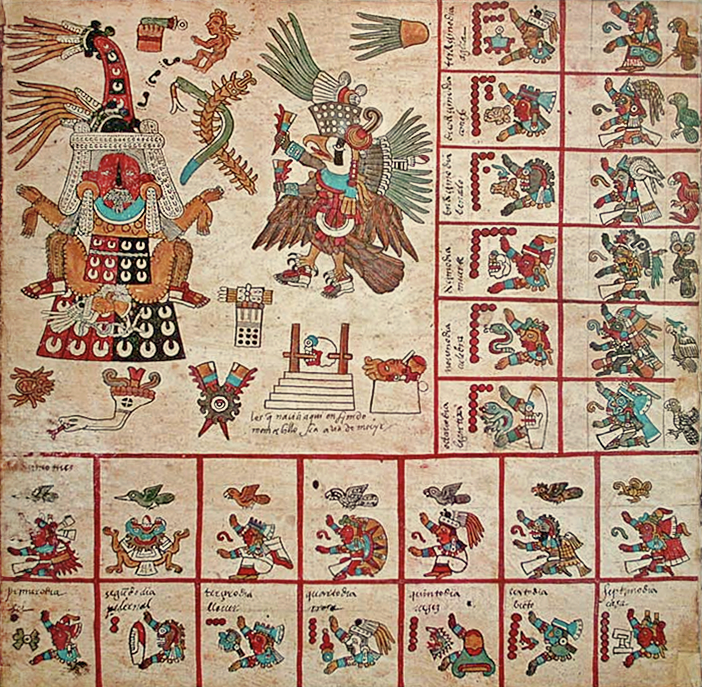
Codex Borbonicus, p11-13

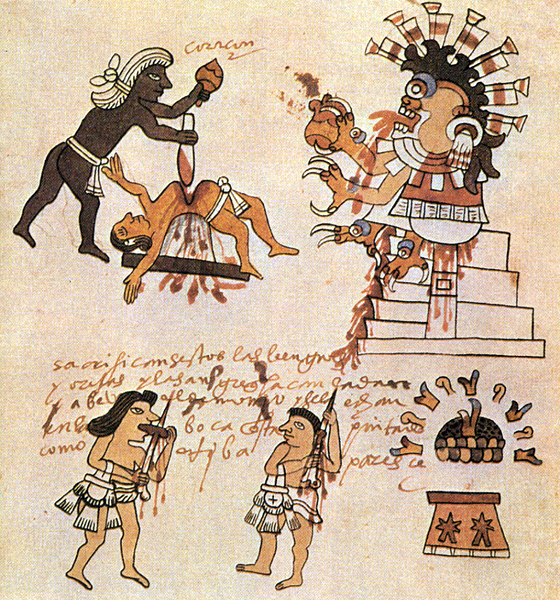
Kodeks tudela nr. 21

## Cronologie - Axa timpului

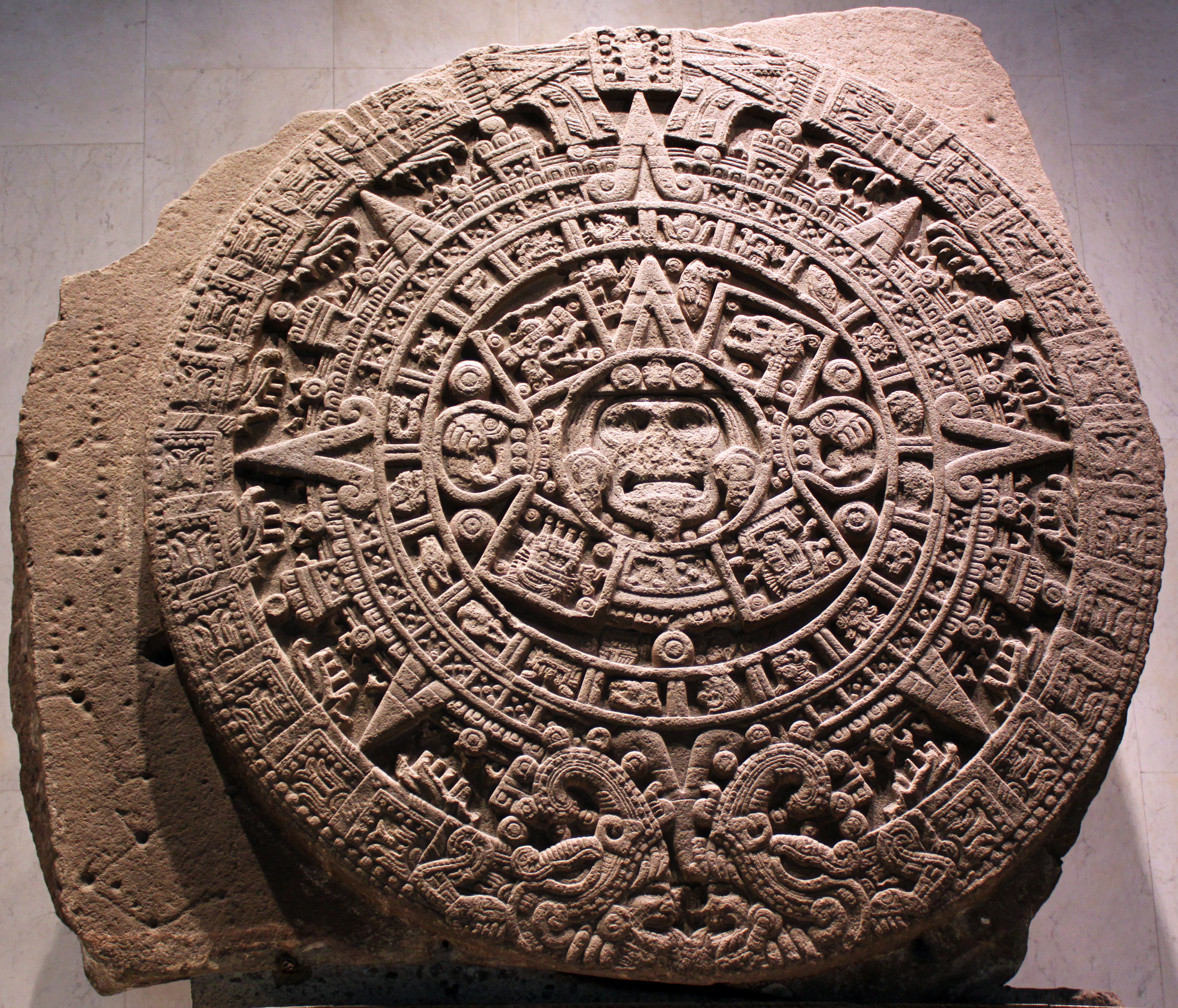
Monolit din Piatra Soarelui, de asemenea numit "calendar aztec" (Muzeul Național de Antropologie și Istorie, Ciudad de Mexico)

Cronologia prezentată mai jos este preluată după Davies Nigel – The Aztecs, a History, editura "Mac Millan Limited", Londra, 1973.
- 1111 (aproximativ) – Tribul Mexica pleacă din Aztlân.
- 1163 – Mexica celebrează "Focul nou" la Coatepec.
- 1168 – Căderea definitivă a capitalei toltecilor, Tuia
- 1215 – Mexica celebrează "Focul nou" la Apaxco
- 1267 – Mexica celebrează "Focul nou" la Tecpayocan.
- 1299 – Mexica ajunge la Chapultepec
- 1319 – Tribul Mexica este alungat din Chapultepec
- 1343 – Tribul Mexica părăsește Colhuacan
- 1345 – Întemeierea orașului Tenochtitlan
- 1358 – Întemeierea orașului Tlatelolco

Quetzalcoatl

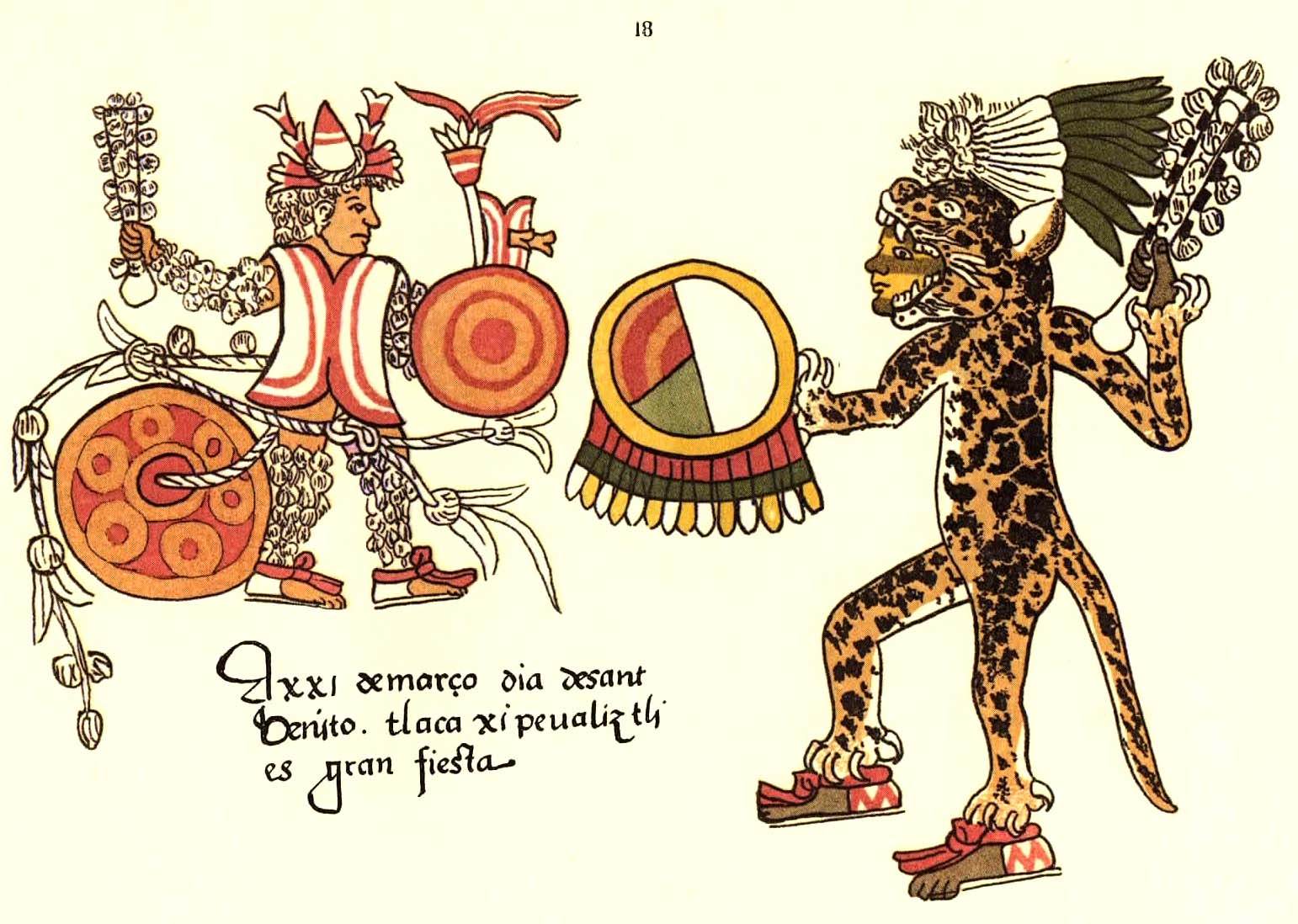
Codex Magliabechiano (fișa nr. 30)

- 1371 – Urcarea pe tron a lui Tezozomoc la Azcapotzalco

- 1371 – Urcarea pe tron a lui Acamapichtli în Tenochtitlân și a lui Cuacuapitzahuae în Tlatelolco
- 1375 – Începutul ostilităților declanșate de tribul Tepaneco-Mexica împotriva orașului Chalco
- 1391 – Moartea lui Acamapichtli
- 1395 – Războiul din Xaltocan
- 1398 – Expediția tribului Mexica împotriva Cuauhtinchan-ului
- 1402 – Nașterea lui Nezahualcoyotl
- 1402 – Tribul Mexica celebrează "Focul nou" la Tenochtitlan
- 1407 – Moartea lui Cuacuapitzahuae din Tlatelolco și alegerea lui Tlacateotl ca "Hueyi Tlatoani "
- 1409 – Urcarea pe tron a lui Ixtlixochitl din Texcoco
- 1414-1418 – Războiul tribului Teponeca-Mexica împotriva Texcoco-ului
- 1417 – Moartea lui Huitzilhuitl din Tenochtitlân și urcarea pe tron a lui Chimalpopoca

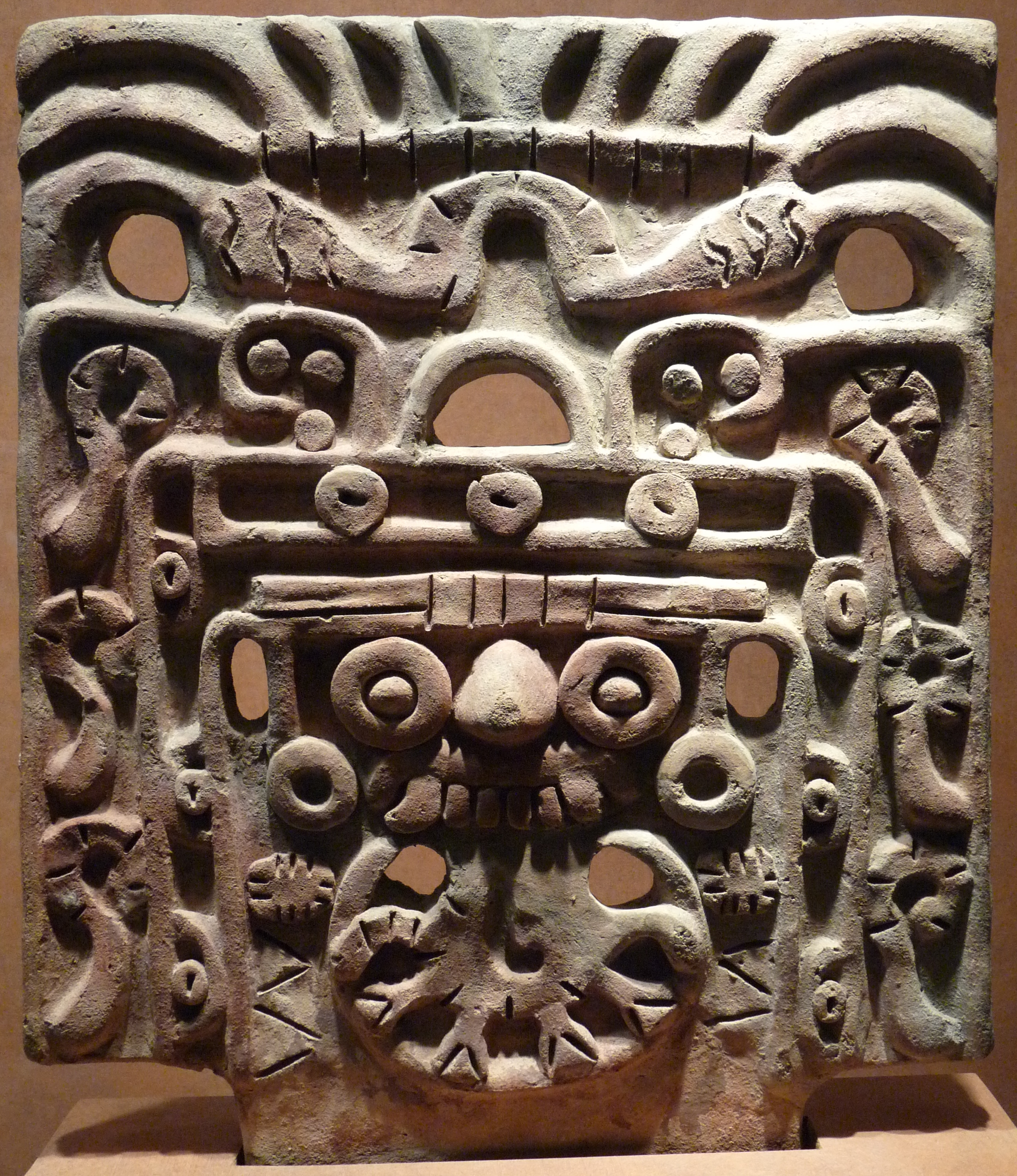
Mască, Tlaloc, Muzeul Național de Antropologie - Teotihuacán.

- 1417 – Moartea lui Ixtlixochitl din Texcoco
- 1426 – Moartea lui Tezozomoc din Azcapotzalco, a lui Chimalpopoca din Tenochtitlân și a lui Tlacateotl din Tlatelolco, respectiv suirea pe tron a lui Maxtla, Itzcoatl și a lui Cuauhtlatoa
- 1428 – Tribul Mexica îi învinge pe tepanecii din Azcapotzalco
- 1431 – Recucerirea orașului Texcoco de către Nezahualcoyotl
- 1440 – Moartea lui Itzcoatl și urcarea pe tron a lui Montezuma I
- 1446-1450 – Noi ostilități împotriva orașului Chalco
- 1450-1454 – Marea foamete
- 1454 – Celebrarea ceremoniei "Focului nou" la Tenochtitlân
- 1458 – Campania din Coixtlahuaca

- 1461-1462 – Campania din Cotaxtla

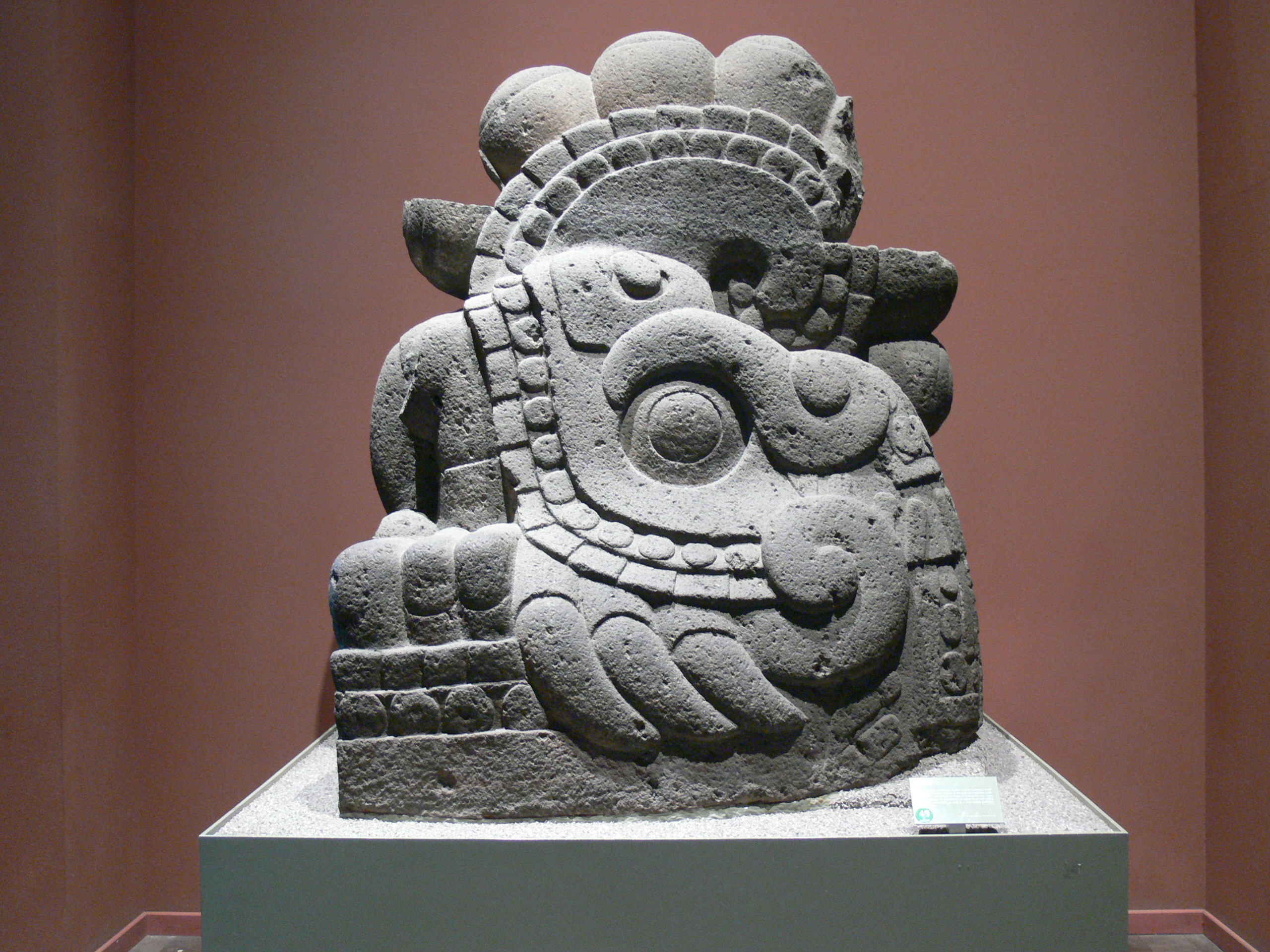
Statuie a lui Xiucoatl, Muzeul Național de Antropologie - Teotihuacán.

- 1465 – Înfrîngerea finală a orașului Chalco
- 1468 – Moartea lui Montezuma I și urcarea pe tron a lui Axayacatl
- 1472 – Moartea lui Nezahualcoyotl și venirea la putere a lui Nezahualpilli la Texcoco
- 1472 – Infrângerea orașului Tlatelolco, moartea lui Moquihuix
- 1473 – Campania din Toluca
- 1478 – Campania împotriva tarascilor
- 1481 – Moartea lui Axayacatl și venirea la tron a lui Tizoc
- 1486 – Moartea lui Tizoc și venirea la tron a lui Ahuizotl; campania lui Ahuitzotl împotriva tribului Matlazincia
- 1487 – Războiul împotriva huaxtecilor; cucerirea orașului Xiuhcoac
- 1488-1489 – Campanie militară în regiunea Oaxaca
- 1491-1495 – Supunerea țărmului Guerrero, de la Acapulco de astăzi pînă la Zacatula
- 1494-1495 – Noi campanii în regiunea Oaxaca
- 1496 – Cucerirea regiunii istmului Tehuantepec
- 1497 și 1499-1500 – Campania din Soconusco
- 1500 – Inundație în Tenochtitlân

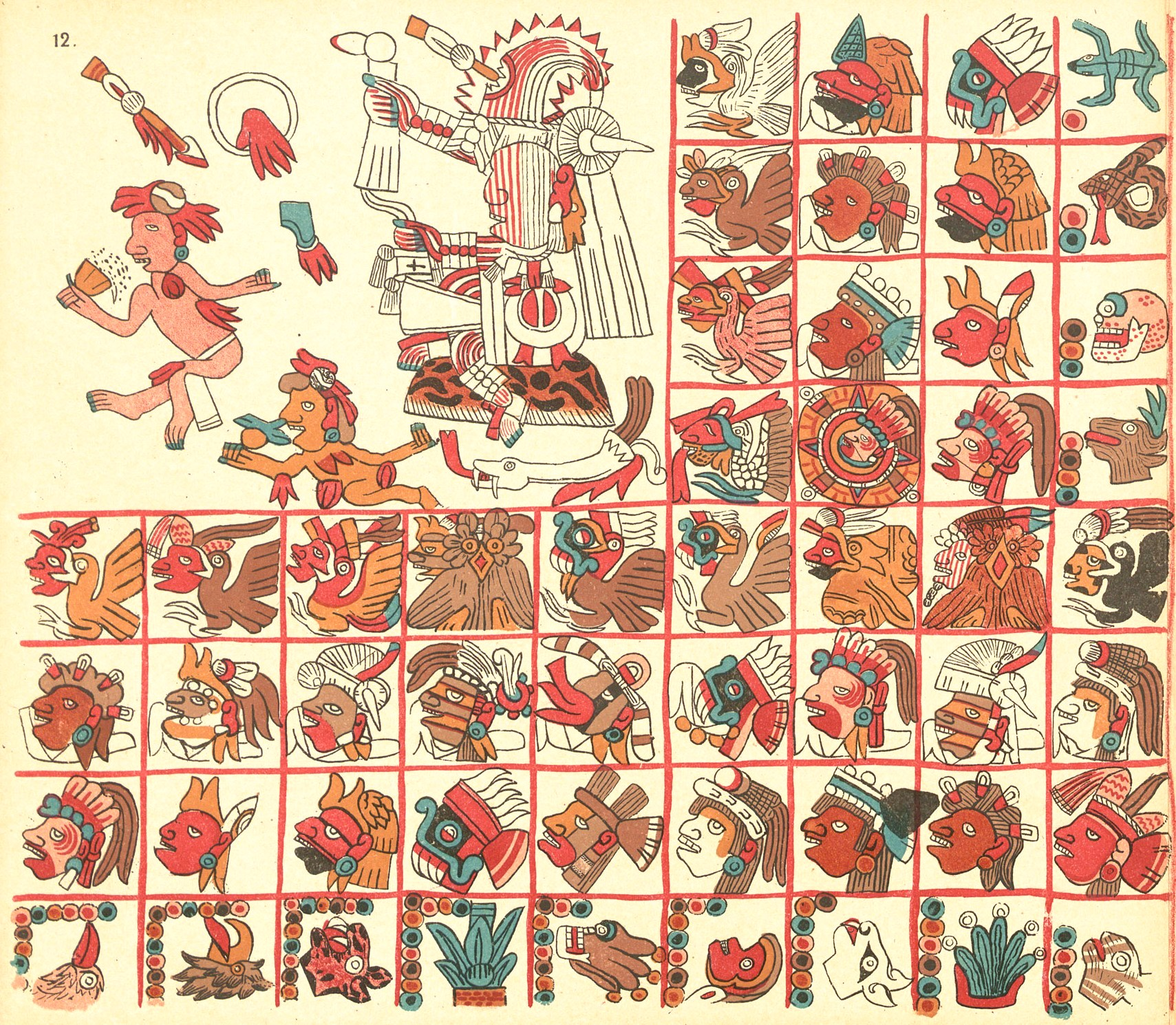
Imagine din Codex Tonalamatl.

- 1502 – Moartea lui Ahuizotl și suirea pe tron a lui Montezuma al II-lea
- 1503 – Cucerirea orașului Achiotla; dezlănțuirea războiului împotriva Tlaxcalei; campania din Quetzaltepec și Tototepec
- 1505-1506 – Cucerirea Yanhuitlan-ului și Zozollan-ului
- 1507 – Ceremonia Focului nou la Tenochtitlân
- 1508 - 1513 – Campania aztecă împotriva Huexotzingo-ului
- 1511 – Cucerirea orașului Tlaxiaco
- 1515 – Moartea lui Nezahualpilli din Texcoco și suirea pe tron a lui Cacama; nou război împotriva Tlaxcalei; populația Huexotzinga se refugiază la Tenochtitlân
- 1517 – Francisco Hernández de Córdoba ia conducerea unei expediții spaniole spre coastele Mexicului
- 1518 – Sfîrșitul ocupației aztece în Huexotzingo, care redevine aliata Tlaxcalei; Juan de Grijalva conduce o expediție spre Mexic
- 1519:
  - 10 februarie – Hernán Cortés se îmbarcă pentru Mexico-Tenochtitlân
  - 8 noiembrie – Cortés intră în oraș
- 1520:
  - 27 iunie – Moartea lui Montezuma al II-lea, căruia îi urmează întîi, pentru o scurtă domnie, Cuitlahuac, apoi Cuauhtemoc
  - 30 iunie – Noche triste, Cortés părăsește Tenochtitlân-ul
- 1521:
  - 28 aprilie – Începutul asediului final al Tenochtitlân-ului
  - 15 august – Căderea Tenochtitlân-ului; capturarea lui Cuauhtemoc